# Lydia Folger Fowler
Pour les articles homonymes, voir Fowler.
Lydia Folger Fowler, née Lydia Folger le 5 mai 1822 à Nantucket dans le Massachusetts aux États-Unis et morte le 26 janvier 1879 à Londres en Angleterre, est une femme médecin, écrivaine et réformatrice, l'une des premières femmes américaines à avoir obtenu un diplôme en médecine et à devenir professeure de médecine dans un college américain.

## Biographie
Lydia Folger, née en 1822 à Nantucket, une île et une ville du Massachusetts, est la fille de Gideon et d'Eunice (Macy) Folger. Les Folger sont une famille historique de cette région américaine : Benjamin Franklin, imprimeur mais surtout un des pères fondateurs des États-Unis, ou encore Lucretia Mott, enseignante et féministe, avaient des liens familiaux avec cette famille
Elle effectue ses études dans les écoles de Nantucket. Puis elle fréquente le Wheaton Seminary à Norton dans le Massachusetts, de 1838 à 1839.
Elle enseigne à son tour de 1842 à 1844 au Wheaton Seminary  de Norton. En septembre 1844, elle épouse Lorenzo Niles Fowler, phrénologue,. Elle donne des conférences avec son époux et écrit plusieurs ouvrages, dont Familiar Lessons on Physiology ou encore Familiar Lessons on Phrenology, livres destinés aux enfants. Elle s'inscrit en 1849, à l'âge de vingt-sept ans, au Central Medical College de Syracuse, dans l'État de New York. Elle obtient un diplôme de médecin en 1850.
Cette même année 1850, quelques mois plus tard,, elle est nommée par le collège comme directrice du département féminin et démonstratrice d'anatomie pour les étudiantes. Bien que les femmes suivent le même programme d'études que les hommes dans ce collège, certaines classes restent séparées, l'anatomie en particulier. Plus tard, Lydia Folger Fowler est nommée professeur pour la profession de sage-femme et sur les maladies des femmes et des enfants. Cette position de Lydia Folger Fowler en tant que professeur dans un collège médical fait d'elle la première femme professeur de médecine aux États-Unis.
En 1852, Lydia Folger Fowler ouvre son propre cabinet médical à New York, en se spécialisant dans la gynécologie,. Elle part ensuite, en 1860, animer des conférences avec son mari et effectuer des compléments d'étude en médecine à Paris et à Londres, où elle s'installe avec sa famille en 1863. Elle publie aussi plusieurs ouvrages de nature différente, dont un recueil de conférences, mais aussi Nora : The Lost and Redeemed, un roman, en 1863, et Heart Melodies, un recueil de poésie, en 1870,,. Elle meurt à Londres en 1879.